# Harold Gibson
Harold Charles Lehrs Gibson (* 13. Mai 1897 in London; † 23./24. August 1960 in Rom) war ein britischer Diplomat und Nachrichtendienstler. In den 1930er und 1940er Jahren war Gibson Leiter der Dienststellen des Secret Intelligence Service (SIS; auch bekannt als MI6) in Prag und Istanbul.

## Leben und Tätigkeit
Gibson wuchs als Sohn britischer Eltern im zaristischen Russland auf, wo sein Vater Charles J. Gibson eine Chemiefabrik leitete. Sein jüngerer Bruder war der Journalist und Nachrichtendienstler Archibald Gibson, der vor allem als Korrespondent der Londoner Tageszeitung Times bekannt wurde. Erzogen wurde er an der Tonbridge School.

### Laufbahn im SIS von 1918 bis 1945
In der Spätphase des Ersten Weltkriegs, an dem er ab 1914 als Freiwilliger in der russischen Armee teilnahm, trat Gibson in den Dienst des britischen Geheimdienstes SIS, für den er zunächst im Russland der Zeit nach der bolschewistischen Revolution tätig war. Während des russischen Bürgerkrieges fungierte Gibson, der in späteren Jahren als Hasser der Sowjetunion und der sogenannten Volksrepubliken galt, zeitweise als Vertreter des britischen Geheimdienstes bei dem konterrevolutionären  General Anton Deniken, einem der Führer der die kommunistische Rote Armee bekämpfenden „weißen“ Truppen, im Süden des Landes. Anschließend wurde er an wechselnden Orten als Nachrichtendienstler für den Secret Service verwendet: Von 1919 bis 1921 war er als Nachrichtendienstler für den SIS in Konstantinopel, dann bis 1930 in Bukarest und schließlich von 1930 bis 1933 in Riga tätig. Seit 1923 (bis 1958) stand er offiziell im Dienst des Foreign Service, des britischen auswärtigen Dienstes.
Seit Februar 1934 leitete Gibson unter der Bezeichnung eines station chief im Rang eines Majors das Büro des SIS für den mittelosteuropäischen Raum in Prag. Offiziell gehörte er der britischen diplomatischen Vertretung in Prag als Vizekonsul und Mitarbeiter der Passabteilung an. Diesen Posten musste er im Zuge der Besetzung der sogenannten Resttschechei durch die deutsche Wehrmacht im März 1939 aufgeben. Zuvor konnte er aber noch zahlreiche tschechoslowakische Nachrichtendienstler, wie František Moravec, sowie Akten des tschechoslowakischen Geheimdienstes am 14. März 1938 mit KLM-Flugzeugen nach Großbritannien evakuieren, wo diese während des Krieges als Zulieferer und Agenten für die Alliierten gegen die Achsenmächte arbeiteten.
Für den Fall einer erfolgreichen Invasion Großbritanniens wurde Gibson 1940 auf die vom Reichssicherheitshauptamt zusammengestellte Sonderfahndungsliste G.B. gesetzt, ein Verzeichnis von Personen, die bei einer deutschen Besetzung des Landes automatisch und vorrangig von Sondereinheiten der SS zu verhaften seien.
1940 wurde Gibson nach Istanbul versetzt, wo er bis mindestens 1944 – nun im Rang eines Colonel (Oberst) – das Büro des SIS für die Türkei leitete.

### Nachkriegszeit
Nach dem Zweiten Weltkrieg gehörte Gibson von 1945 bis 1948 erneut der diplomatischen Vertretung Großbritanniens in der Tschechoslowakei an (und leitete im Verborgenen erneut die SIS-Station in Prag). Anschließend war er zwei Jahre als Leiter der SIS-Abteilung in Berlin tätig, um schließlich 1955 zum Chef des Büros des SIS in Rom ernannt zu werden. 1958 ging er in den Ruhestand. Seinen Wohnsitz in Rom behielt er bei. In seinen letzten Jahren war er unter anderem ehrenamtlicher Sekretär des Commonwealth Clubs sowie Vertreter der Britischen Handelskammer für Italien in Rom.
Am 24. August 1960 wurde Gibson in seinem Apartment in der 25 Via Antonio Bosio in Rom erschossen aufgefunden. Britische und italienische Ermittler kamen zu dem Ergebnis, dass er sich selbst das Leben genommen hatte. Drei Jahre später öffnete der britische Inlandsgeheimdienst MI5 die Mordakten Gibson erneut: Hintergrund war, dass Überläufer aus dem sowjetischen Geheimdienst dem MI5 Mitteilung gemacht hatten, dass es ihrem ehemaligen Arbeitgeber gelungen sei, mehrere Maulwürfe in den SIS einzuschleusen, wobei ihnen die Identität derselben nicht bekannt war, sie aber wussten, dass es sich bei diesen um Personen handelte, die starke persönliche Bindungen nach Russland besaßen. Da dies auch auf Gibson, der in Russland aufgewachsen war und nacheinander mit zwei Russinnen verheiratet gewesen war, zutraf, geriet auch er in den Fokus der Ermittlungen. Dem MI-6-Monographen Nigel West zufolge ergaben die Ermittlungen jedoch, außer den undurchsichtigen Umständen seines Ablebens, keinen Hinweis auf eine Doppelagententätigkeit Gibsons.
Gibson wurde auf dem Cimitero Acattolico di Roma beigesetzt.

## Ehrungen und Auszeichnungen
Gibson war Mitglied des Royal Institute for International Affairs in London sowie Träger der Orden St. Wladimir und Stanislawa (Russland), Polonia Restituta (Polen) und Legion of Merit (USA).

## Ehen
In erster Ehe war Gibson seit 1921 mit Rachel Kalmanoviecz, der Tochter eines Ingenieurs aus Odessa, verheiratet. Aus dieser Ehe ging eine Tochter hervor. 1948, ein Jahr nach dem Tod seiner ersten Frau, heiratete er Ekaterina Alfimov, mit der er einen Sohn und eine Tochter bekam.